# Bettina Ray
Bettina Rosmary Barboza Caffarena actualmente casada, es una empresaria y ex-modelo paraguaya, conocida por haber sido coronada Miss Paraguay 1995 y por su emprendimiento en el sector de la belleza y el estilo de vida femenino.

## Trayectoria y carrera

### Belleza y modelaje
En 1995, fue elegida Miss Paraguay representando a Asunción, lo que marcó el inicio de su carrera pública.  Posteriormente trabajó como top model en campañas internacionales, destacándose en España y Estados Unidos bajo el esquema de la American International Model School.  Ha sido jurado en concursos como *Reinas de Belleza del Paraguay 2019*, aportando su experiencia y presencia mediática.

### Emprendimientos empresariales
En 2015, Bettina inauguró Maison d’Élégance, una galería de artes decorativas especializada en la exhibición y comercialización de piezas históricas certificadas y exclusivas. La galería ofrece una colección variada que incluye alfombras, tapices, mobiliario y objetos artísticos procedentes de Europa, Asia y Medio Oriente. Bajo su dirección, Maison d’Élégance ha promovido la cultura del coleccionismo y la valoración de la artesanía de alta calidad en Paraguay, destacándose por la organización de exposiciones como la colección Toques Tribales. Este emprendimiento refleja su faceta como empresaria cultural dedicada a la preservación y difusión del arte decorativo.
Es propietaria de varias empresas dedicadas al Retail dentro de las cuales se pueden mencionar Meta Kids y Meta Sports for Women.
Meta Sports for Women es una boutique especializada en ropa deportiva y estilo de vida para mujeres. En la boutique se conjugan el deporte y la belleza. Es un lugar donde las mujeres descubren la moda, la actividad física y la salud de como impactan en la vida de forma positiva. “El objetivo fue crear un espacio en el cual la mujer se sienta como en casa y pueda disfrutar de un momento único, relajada y sin prisa. En Meta Sports for Women prima la experiencia de compra, con una atención personalizada que realmente ayuda a las clientas a encontrar aquello que buscan”, explica Bettina. 
Meta Kids es una tienda paraguaya especializada en ropa infantil y juvenil, fundada y gestionada por Bettina Barboza de Ray. La marca se enfoca en ofrecer prendas de alta calidad que combinan moda, comodidad y funcionalidad para niños y adolescentes. Funciona como una extensión del concepto de Meta Sports for Women, ampliando su propuesta hacia el público infantil y juvenil con colecciones deportivas y casuales. Meta Kids busca brindar una experiencia de compra personalizada y cuenta con presencia activa en redes sociales, donde promociona sus colecciones y campañas enfocadas en el estilo de vida saludable y activo de los más jóvenes.
En 2020, lanzó De Marie, la primera línea de perfumería paraguaya de alta gama, inspirada en su hija Bettina Marie y desarrollada junto al perfumista europeo Jimmy Boyd. https://demarie.com.py/
De Marie nace del cariño y afecto de una mamá hacia su hija. La historia se remonta siete años atrás, cuando Bettina buscaba un regalo significativo para los 15 años de su hija, Bettina Marie. Fue así que surgió la idea de crear exclusivamente para ella, un perfume único que se convirtiera en el aroma de sus primeros años de juventud. Esta visión fue transformándose hasta convertirse en la marca de lujo que hoy conocemos.
La marca ofrece productos como fragancias Eu Fraîche, gel de ducha, shimmering y una trilogía de velas aromáticas llamadas *Alma Tajy*, con ingredientes veganos y ecológicos que sigue creciendo.  El enfoque de la marca combina sostenibilidad, diseño y cultura local, con cera de soja natural y mensajes vinculados al lapacho paraguayo.
“Nunca olvidaré que Paraguay me eligió para ser embajadora de todas sus mujeres. Fue un honor y una gran responsabilidad que, para mí, no ha concluido. Al idear esta marca y gestionar este proyecto en mi país, busco contribuir con el desarrollo del Paraguay, demostrar la calidad de lo que hacemos y apoyar a quienes trabajan en este país. De Marie es una forma de agradecer a Paraguay todo lo que me ha dado”, confiesa la exmodelo, quien orgullosamente representó al país como Miss Paraguay en 1995.

## Vida personal
Bettina expresa que su vida profesional y familiar se complementan. Defiende que “Trabajar dignifica y nos mantiene mentalmente sanos”. Destaca la importancia del equilibrio entre éxito profesional y vida personal.  Se describe como una mujer tranquila y de fe, que prioriza valores como la humildad y el servicio a los demás.  Durante la pandemia, enfocó sus esfuerzos en crear espacios conscientes de moda, actividad física y bienestar, consolidando su visión integral de la belleza.

## Reconocimiento y estilo
Ha sido destacada como una de las *“empresarias que marcan tendencia”*, siendo vista como un ícono de estilo y una referente en moda, emprendedurismo y moda sostenible en Paraguay.